# Escola Secundária Superior São José
Secundária em bengali:  সেন্ট যোসেফ উচ্চ মাধ্যমিক বিদ্যালয় ), também conhecida como SJC, é uma escola secundária católica americana em Asad Gate, Mohammadpur, Daca, Bangladesh . Amplamente considerada uma das maiores faculdades de Bangladesh .  Em 2023, São José recebeu a nota 'A +' do governo de Bangladesh .   É uma escola mono-ed (para meninos) que oferece educação da terceira à décima segunda série, com média de 8 a 18 anos de idade. A escola é de turno único (manhã) com mais de dois mil alunos. 
Após a independência de Bangladesh, foi alterado do inglês para o meio bengali baseado no currículo nacional.Actualmente, o inglês e o bengali são utilizados no ensino até ao nível secundário superior. Desde o nome " Escola Secundária Superior São José ", a educação é ministrada aqui no nível secundário superior.Todos os anos, cerca de 650-70 alunos desmaiam da secção do Ensino Secundário Superior e 180 alunos da secção do Ensino Secundário. Os alunos desta instituição são conhecidos como “Josefinos”. 
A escola possui seu próprio playground espaçoso, quadra de basquete e quadra de vôlei e quadra de tênis de mesa.

## References
1. ↑  «St Joseph's Higher Secondary School admission in XI». Prothom Alo (em bengalês). 8 de dezembro de 2022. Consultado em 30 de agosto de 2023
2. ↑  «7 colleges secure A-plus». bangladeshpost.net (em inglês). Consultado em 25 de novembro de 2023
3. ↑  «Seven colleges get A-plus ranking». The Financial Express (em inglês). Consultado em 25 de novembro de 2023
4. ↑  «About SJHSS». sjs.edu.bd. Consultado em 30 de agosto de 2023
5. ↑  «Saint Joseph College - College Review». Edu News (em inglês). 12 de fevereiro de 2022. Consultado em 2 de setembro de 2023